# Río Lebrija
Río Lebrija är ett vattendrag i Colombia.   Det ligger i departementet Cesar, i den norra delen av landet, 400 km norr om huvudstaden Bogotá. Río Lebrija ligger vid sjön Ciénaga de Polo.